# إلين فان لانغن
إلين غيزينا ماريا فان لانغن (من مواليد 9 فبراير 1966) عداءة هولندية سابقة للمسافات المتوسطة، تخصصت في سباق 800 متر. كانت رياضية موهوبة ولكنها تعاني من الإصابات، وكانت بطلة الألعاب الأولمبية لعام 1992 لسباق 800 متر للسيدات [الإنجليزية]. وهي الآن مديرة ألعاب فاني بلانكرز كوين (تجمع هينجيلو).

## المسيرة المهنية
وُلِدت فان لانغن في أولدنزال، أوفيريجسيل. قبل أن تبدأ في الركض، كانت تلعب كرة القدم. بدأت فقط في الركض بجدية في سن العشرين. في عام 1989، فازت بأول بطولاتها الوطنية في سباق 800 متر وفازت بميدالية فضية خلف آنا كيروت (كوبا) في الألعاب الطلابية العالمية (الجامعات)، بتوقيت 1:59.82. في عام 1990، احتلت المركز الرابع في نهائي بطولة أوروبا [الإنجليزية] في سبليت، مع رقم قياسي وطني هولندي قدره 1:57.57، خلف الرياضيين من ألمانيا الشرقية
سيغرون وودارس (الذهبية)، كريستين واتشتيل (فضية) وليليا نوروتدينوفا (برونزية) من الإتحاد السوفييتي.
خلال عام 1991، كانت تعاني من إصابة في وتر أخيل في بطولة طوكيو العالمية [الإنجليزية]، وأُقصيت في التصفيات. وفي العام التالي، وقبل دورة الالعاب الاولمبية عام 1992 في برشلونة، هزمت صاحبة الميدالية الذهبية في طوكيو ليليا نوروتدينوفا في ألعاب فاني بلانكرز كوين في هينجيلو يوم 28 يونيو بـ1:56.66، أسرع وقت في الموسم السابق للألعاب. قبل أسبوعين فقط من الألعاب الأولمبية، ركضت وقت سريع آخر قدره 1:56.92 في هشتل [الإنجليزية].
في دورة الألعاب الأولمبية لعام 1992 في برشلونة، فازت فان لانغن باللقب الأولمبي في سباق 800 متر بزمن قدره 1:55.54، وهو الوقت الذي لا يزال الرقم القياسي الوطني الهولندي [الإنجليزية]. خوفًا من سباقها النهائي، حقق منافسوها، بمن فيهم المرشحون المفضلون نوروتدينوفا وكويروت وإيلا كوفاكس [الإنجليزية] (رومانيا) وماريا موتولا (موزمبيق)، تقدمًا سريعًا، حيث خُضن أول لفة في وقت سريع للغاية قدره 55.73، بينما احتلت فان لانغن المركز السادس فقط. دخلت نوروتدينوفا النهائي، والتي قادت المباراة النهائية منذ البداية، بفارق ضئيل لكن فان لانغن تقدمت من الداخل في آخر 50 مترًا لتحقق فوزًا مفاجئًا، بفوزها على نوروتدينوفا (فضية) وكيرو (برونزية).
ظل عام 1992 عامها الأول، حيث فازت في 10 من 11 سباقات على مسافة 800 متر. بعد انتصارها الأولمبي، ابتليت بإصابات مختلفة. كانت أفضل نتيجة لها بعد عام 1992 هي حصولها على المركز السادس في بطولة العالم 1995 [الإنجليزية] في غوتنبرغ. منعتها الإصابات المستمرة من الدفاع عن لقبها الأولمبي عام 1996. تقاعدت من الرياضة في عام 1998.
أوضحت فان لانجين لاحقًا سر نجاحها. وقالت: «أعتقد أن ما يمكنني فعله بشكل جيد هو أنني يمكن أن أموت بشكل جيد للغاية في السباق وما زلت أواصل». «هذا صعب للغاية، لأنه يؤلمني الركض لمسافة 800 متر. عليك أن تتغلب على بعض الحدود في نفسك لتستمر عندما تتألم مثل الجحيم. كنت جيدة في ذلك. لو كان السباق الأولمبي يديره كل رياضي وكان أسرع وقت هو الفائز ما كنت لأفوز». وأضافت: «كنت أيضا جيدة في التكتيكات، أنظر حولي وأتخذ القرارات الصحيحة». 
بعد فوزها بالميدالية الذهبية عام 1992، أنهى مكتب إعانات البطالة في أمستردام إعاناتها على أساس أنها قد تكسب المال من فوزها في المستقبل. حصلت على شهادة في الاقتصاد من جامعة أمستردام، وتعمل حاليًا كمديرة أحداث في الاتصالات الرياضية العالمية. 

## روابط خارجية
- نبذة عن إلين  فان لانغن  على موقع الاتحاد الدولي لألعاب القوى
- إلين فان لانغن على موقع الاتحاد الدولي لألعاب القوى (الإنجليزية)
- إلين فان لانغن على موقع اللجنة الأولمبية الدولية (الإنجليزية)
- إلين فان لانغن على موقع أوليمبيديا (الإنجليزية)
- إلين فان لانغن على موقع اللجنة الأولمبية الهولندية (الهولندية)